# Henry Johannessen
Henry Oliver Johannessen (ur. 12 grudnia 1923 w Glemmen, zm. 1 marca 2005 we Fredrikstadzie) – norweski piłkarz występujący na pozycji napastnika.

## Kariera klubowa
Johannessen karierę rozpoczął w Lisleby FK. W 1946 roku przeszedł do pierwszoligowego Fredrikstadu, w którym grał do końca kariery w 1961 roku. Siedmiokrotnie zdobył z nim mistrzostwo Norwegii (1949, 1951, 1952, 1954, 1957, 1960, 1961), a także dwa razy Puchar Norwegii (1951, 1958).

## Kariera reprezentacyjna
W reprezentacji Norwegii Johannessen zadebiutował 28 lipca 1946 w przegranym 2:3 towarzyskim meczu z Luksemburgiem, w którym strzelił też gola. W 1952 roku znalazł się w kadrze na Letnie Igrzyska Olimpijskie, zakończone przez Norwegię na pierwszej rundzie. W latach 1946–1955 w drużynie narodowej rozegrał 14 spotkań i zdobył 7 bramek.